# Майский (Калмыкия)
Майский — посёлок в Целинном районе Калмыкии. Входит в состав Целинного сельского муниципального образования.
Население — 24 человек (2014)

## История
Точная дата основания населённого пункта не известна, однако можно предположить, что посёлок возник в начале 1920-х годов в рамках политики «обоседлания» коренного населения.
Первоначальным названием посёлка является Гюрве. Именно это название было зафиксировано в атласе СССР 1947 года. В начале 1950-х посёлок был переименован в Белореченский, что нашло отражение в карте 1956 года. Дата присвоения современного наименования не установлена, однако на карте 1984 года посёлок уже именуется Майский. К 1989 году в посёлке проживало около 260 жителей.
До 1999 года посёлок Майский являлся административным центром самостоятельного Майского сельского муниципального образования
Глубокий финансово-экономический кризис 1990-х привёл к свёртыванию сельскохозяйственного производства и значительному сокращению численности населения посёлка

## Физико-географическая характеристика
Посёлок расположен в северной части Целинного района в пределах Ергениской возвышенности, являющейся частью Восточно-Европейской равнины. Средняя высота над уровнем моря — 23 м. Рельеф местности равнинный. Посёлок находится по правой стороне балки Гюрве.
По автомобильной дороге расстояние до столицы Калмыкии города Элиста составляет 83 км, до районного центра посёлка Троицкое — 70 км, до административного центра сельского поселения посёлка Аршан-Булг — 23 км. Ближайший населённый пункт — посёлок Ялмта, расположенный в 11,5 км к юго-востоку от посёлка. Подъезд к посёлку с твёрдым покрытием отсутствует.
Согласно классификации климатов Кёппена-Гейгера посёлок находится в зоне семиаридного климата (Bsk).
В посёлке, как и на всей территории Калмыкии, действует московское время.

## Население
| 1989 | 2002 | 2010 | 2012 | 2014 |
| ---- | ---- | ---- | ---- | ---- |
| 260  | ↘29  | ↘20  | ↗22  | ↗24  |

Национальный состав
Согласно результатам переписи 2002 года большинство населения посёлка составляли калмыки (69 %).
| Национальность | Численность (2010) | Процент |
| -------------- | ------------------ | ------- |
| Калмыки        | 19                 | 100%    |
| Всего          | 19                 | 100%    |

## Социальная инфраструктура
Социальная инфраструктура не развита. Учреждения культуры (сельский клуб, библиотека) и образования (средняя школа, детский сад) расположены в административном центре сельского поселения — посёлке Аршан-Булг. Медицинское обслуживание жителей села обеспечивают офис фельдшерско-акушерский пункт в посёлке Аршан-Булг и Целинная центральная районная больница. Ближайшее отделение скорой медицинской помощи расположено в Троицком.
Посёлок не газифицирован. Системы централизованного водоснабжения и водоотведения на территории посёлка отсутствуют. Водоснабжение осуществляется путём подвоза пресной воды индивидуально к каждому домовладению. Водоотведение обеспечивается за счёт использования выгребных ям. Система сбора организации сбора твёрдых бытовых отходов отсутствует.